# Jonas Gregaard
Jonas Gregaard Wilsly (ur. 30 lipca 1996 w Herlev) – duński kolarz szosowy.

## Osiągnięcia
Opracowano na podstawie:

2013
- 3. miejsce w Tour du Pays de Vaud
  - 1. miejsce w klasyfikacji młodzieżowej
- 2. miejsce w Aubel-Thimister-La Gleize
  - 1. miejsce w klasyfikacji młodzieżowej

2014
- 1. miejsce w mistrzostwach Danii juniorów (start wspólny)
- 2. miejsce w Trofeo Emilio Paganessi

2015
- 1. miejsce na 2. etapie ZLM Roompot Tour (jazda drużynowa na czas)
- 1. miejsce w mistrzostwach Danii U23 (start wspólny)

2016
- 1. miejsce w klasyfikacji górskiej Tour de Normandie
- 1. miejsce w Himmerland Rundt

2017
- 3. miejsce w Małopolskim Wyścigu Górskim
  - 1. miejsce w klasyfikacji młodzieżowej
- 1. miejsce w Kreiz Breizh Elites
  - 1. miejsce w klasyfikacji młodzieżowej

2018
- 1. miejsce w klasyfikacji młodzieżowej Małopolskiego Wyścigu Górskiego
- 3. miejsce w Giro della Valle d’Aosta
- 1. miejsce na 4. etapie Tour de l’Avenir (jazda drużynowa na czas)

2023
- 1. miejsce w klasyfikacji górskiej Paryż-Nicea

## Rankingi
| Rok             | 2016 | 2017 | 2018  | 2019  | 2020 | 2021 | 2022 | 2023 | 2024  |
| --------------- | ---- | ---- | ----- | ----- | ---- | ---- | ---- | ---- | ----- |
| World Ranking   | 864. | 598. | 1286. | 1123. | 946. | 710. | 374. | 630. | 2203. |
| UCI Europe Tour | 556. | 354. | 797.  | 794.  | 741. | 556. | 301. | -    | -     |
|                 |      |      |       |       |      |      |      |      |       |
| Źródło: UCI     |      |      |       |       |      |      |      |      |       |